# Canção da Eternidade
Canção da Eternidade é o décimo segundo álbum de estúdio de Antônio Cirilo, do projeto Santa Geração, e o primeiro colaborativo do músico em parceria com Nívea Soares e David Quinlan, lançado em março de 2014 pela Graça Music.
Os dois intérpretes participaram, juntamente com outros músicos como Heloisa Rosa e Gustavo Soares, em vários álbuns de Cirilo, mas este foi o primeiro (e único da banda) a conter Nívea e David como participações principais. Segundo Antônio Cirilo, compositor e produtor musical de todas as músicas, o conceito do disco foi baseado em contar a história de vida de Jesus Cristo.

## Faixas
Todas as letras e músicas por Antônio Cirilo.
1. "Aquece o Coração"
2. "Santa Geração"
3. "Cedo de Manhã"
4. "Medley"
5. "Canção da Eternidade"
6. "Eu Vou Viver Para Sempre"
7. "Eu Recebo o Meu Milagre"
8. "Vem Dançar Comigo"
9. "Profetizarei"
10. "Trono de Glória"
11. "Ele é a Canção da Eternidade"
12. "Os Meus Pés Foram Lavados"